# Ии (род)
Род Ии (яп. 井伊氏 Ии-си) — японский самурайский род.

## История

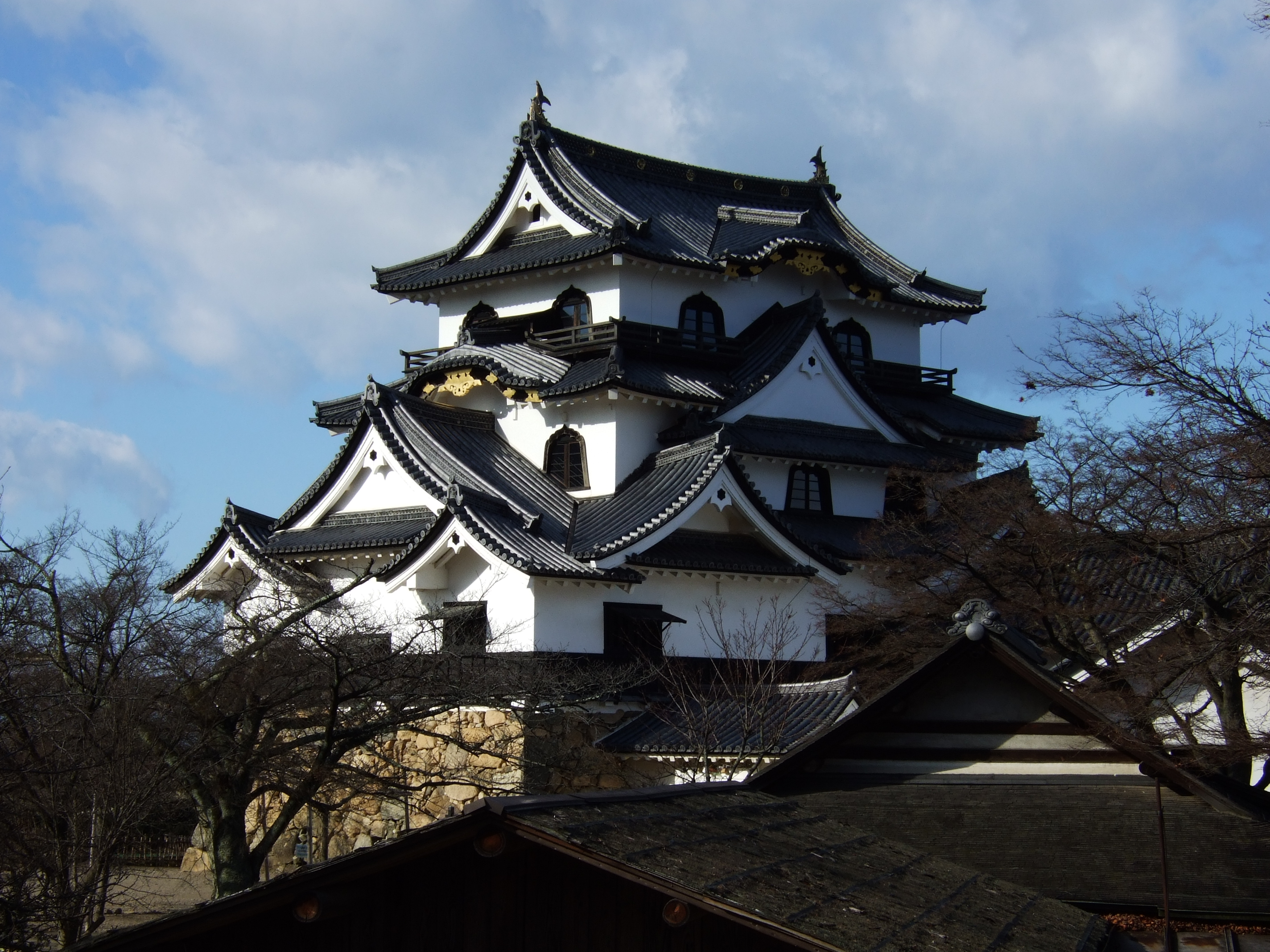
Замок Хиконэ, резиденция даймё Хиконэ-хана в течение периода Эдо

Клан Ии ведет своё происхождение из провинции Тотоми. Первоначально клан был вассалом более могущественного клана Имагава, а затем перешел на службу к клану Мацудайра в провинции Микава.
Ии Наомаса (1561—1602), был одним из крупнейших военачальников Токугава Иэясу и в качестве награды за своё участие в битве при Сэкигахара в 1600 году получил во владение Хиконэ-хан в провинции Оми. Наомасе в 1602 году наследовал его старший сын Ии Наоцугу (1590—1662), который начал строитель замок Хиконэ. В 1615 году после отказа принять участие в осаде Осаки Наоцугу был лишен княжества, во главе которого стал его младший брат Ии Наотака (1590—1659). Ии Наотака завершил строительство замка в 1622 году. Потомки последнего управляли доменом Хиконэ до Реставрации Мэйдзи.
Ии Наоцугу в 1615 году был переведен в Аннака-хан в провинции Кодзукэ. В 1632 году он уступил власть в домене своему старшему сыну Ии Наоёси (1618—1672). В 1645 году Ии Наоёси был переведен в Нисио-хан в провинции Микава. В 1659 году он вновь был переведен в Какэгава-хан в провинции Тотоми. Его потомки управляли княжеством Какэгава до 1706 года. В этом же году Ии Наонори (1694—1742), 4-й даймё Какэгава-хана (1705—1706), был переведен в Ёита-хан в провинции Этиго. Потомки Ии Наонори управляли княжеством Ёита вплоть до Реставрации Мэйдзи.
В конце периода Эдо также был известен Ии Наосукэ (1815—1860), 15-й даймё Хиконэ-хана (1846—1860), крупный политический и государственный деятель. Он был убит противниками в Эдо во время инцидента у ворот Сакурада. Ии Наосукэ наследовал его второй сын Ии Наонори (1848—1904), последний даймё Хиконэ-хана (1860—1871), который в 1884 году получил от императора Мэйдзи титул графа.
Клан Ии утверждал, что он ведет своё происхождение от Фудзивары-но Ёсикадо, который носил должность дайдзё-дайдзина в IX веке.